# José García González
José García González (Vega del Rey, Lena, 1938-Oviedo, 23 de marzo de 2020) fue un psiquiatra y neurólogo español, que también ostentó diversas responsabilidades políticas en el Gobierno del Principado de Asturias, de la mano del PSOE.

## Biografía
Se doctoró en medicina por la Universidad de Granada, con la tesis Historia social de la psiquiatría en España, y amplió sus estudios en Alemania y Suiza, donde también ejerció profesionalmente. Fue experto en psiquiatría social y autor de varias publicaciones.
Participó activamente en los movimientos de transformación psiquátrica de los años setenta en el Hospital Psiquiátrico de Oviedo y en el Sanatorio Psiquiátrico de Conxo en Santiago de Compostela, desarrollando destacados avances. Asimismo, colaboró en la creación del Sistema de Especialización MIR, establecido también en la década de 1970.
Fue miembro de la Comisión de Expertos que elaboró el informe de la comisión ministerial para la reforma psiquiátrica, y presidente de la Asociación Española de Neuropsiquiatría (1983-1986). Además, también fue responsable del Servicio Mental del Hospital General de Asturias.7
Casado con Gerda Vogedes. Tuvieron dos hijos: Daniel y Noemí García Vogedes.

## Actividad política
Con la constitución del gobierno preautonómico del Principado de Asturias en 1982, presidido por Rafael Fernández Álvarez, fue nombrado director regional de Salud Mental, cargo que revalidó en 1983 siendo presidente del Principado de Asturias Pedro de Silva Cienfuegos-Jovellanos, y que mantuvo hasta 1987. Su labor en esta responsabilidad sentó las bases y organización de la reforma psiquiátrica del Principado, cuya relevancia ha sido reconocida por la Organización Mundial de la Salud, al tomarla como centro colaborador para esa especialidad.
Posteriormente, entre 1991 y 1995, fue consejero de Sanidad y Servicios Sociales en los gobiernos presididos por Juan Luis Rodríguez-Vigil (1991-1993) y Antonio Trevín (1993-1995). Más tarde, en 1999, tras ser investido Presidente del Principado de Asturias Vicente Álvarez Areces, entró a formar parte de su gobierno como consejero de Asuntos Sociales, cargo que mantuvo hasta 2003.